# گریتینگ
گریتینگ (به انگلیسی: Grating) به صفحه‌های مشبک‌گون فلزی می‌گویند که معمولاً از جنس فلز، فولاد یا فایبرگلاس (کامپوزیت) می‌باشد.
به زبان ساده می‌توان گفت که، گریتینگ یک فلز مشبک است که به صورت شبکه‌هایی با فواصل یکسان در کنار هم قرار گرفته‌اند و در پروژه‌های مختلف بسته به کاری که انتظار می‌رود به انواع مختلفی تقسیم می‌شوند.

## موارد استفاده گریتینگ
گریتینگ معمولاً برای کفپوش در راه پله‌های اضطراری، در کارخانه‌ها و در مخازن پتروشیمی و پالایشگاه کاربرد دارد.

### ساخت گریتینگ در عرشه
گریتینگ همچنین می‌تواند برای عرشه کشتی‌ها، پل‌ها، پیاده‌روها و حاشیه جاده‌ها و خیابان‌ها (کانال آب‌رو) استفاده شود. که با توجه به ابعاد مد نظر طبق استاندارد ANSI MGB 531 و ANSI MBG 533 تولید و جوشکاری می‌شود.

### ساخت گریتینگ به عنوان یک فیلتر
گریتینگ می‌تواند به عنوان یک تهویه هوا و به عنوان فیلتر هم مورد استفاده قرار گیرد و برای جلوگیری از حرکت اجسام بزرگ (مانند برگ‌ها) کاربرد دارد و در عین حال اجازه دهد تا ذرات کوچک (مانند آب و هوا) حرکت کنند.

## جنسساختار
از لحاظ جنس ساختاری می‌توان به گریتینگ فلزی و غیر فلزی اشاره کرد که فلزی معمولاً با فولاد ساختمانی st37 ساخته می‌شود. غیر فلزی هم می‌توان به فایبر گلاس، کامپوزیت و… اشاره کرد.
از لحاظ ساختاری گریتینگ نیز به چند دسته تقسیم می‌شوند:
1. تسمه در تسمه
2. تسمه در نیم تسمه
3. تسمه در میلگرد (چهارپهلوی تابیده)

## پوشش گریتینگ

### گالوانیزه گرم
معمولاً برای پوشش گریتینگ از روش گالوانیزه گرم (غوطه‌وری در وان مذاب روی) استفاده می‌شود تا علاوه بر افزایش عمر گریتینگ و زیبایی، آن را نسبت به خوردگی مقاوم سازند. متوسط ضخامت پوشش گالوانیزه گرم گریتینگ ۷۵ میکرون در نظر گرفته می‌شود.
گالوانیزه گرم شبکه‌های گریتینگ بر اساس استاندارد بین‌المللی ASTM A123 صورت می‌پذیرد.

#### مزیت‌های پوشش گالوانیزه گرم
روش گالوانیزه گرم دارای مزیت‌های است مانند قیمت مناسیب و عمر طولانی‌تر. مقاوت آن‌ها در گرما، رطوبت بالا، باد و باران بسیار بالاست. حملونقل آسان به دلیل مقاومت زیاد در برابر آسیب. همچنین به دلیل کاتودیکی خراشیدگی و زنگ‌های جزئی را جبران می‌کند و از فولاد به خوبی محافظت می‌کند.

#### معایب گالوانیزه گرم
اما ایسن روش طبیعتاً مانند سایر روش‌ها دارای معایبی نیز است. این معایب معمولاً در انتهای کار ممکن است به وجود بیاید.
- ناهمواری سطح
- پوسته پوسته شدن
- تاول زدن
- سطح تیره پوشش گالوانیزه گرم
- جوش
- سفیدک